# هدایت‌الله خان فومنی
امیر هدایت‌الله خان فومنی حاکم گیلان بین سالهای ۱۱۷۰ تا ۱۲۰۰ هجری بود. او بعنوان حاکم گیلان تا سال ۱۱۹۹ هجری تحت تابعیت علیمرادخان زند بود. اما در این سال احتمالاً با حمایت روسها ادعای استقلال نمود. او در سال ۱۲۰۰ هجری از قاجاریان شکست خورد و سپس دستگیر و کشته شد.

## حکومت

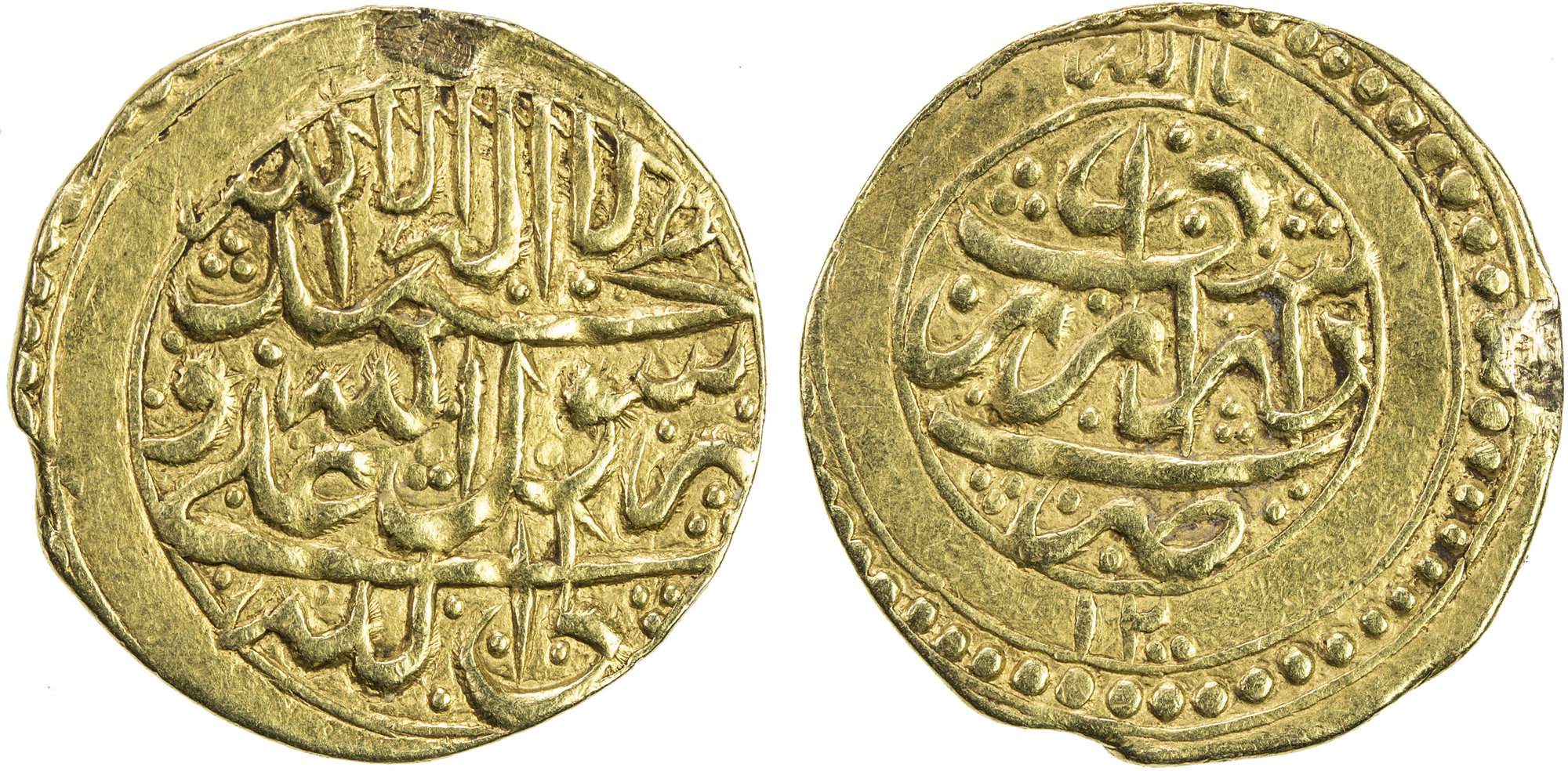
سکه ربع اشرفی هدایت الله خان با عبارت مخصوص «یا الله»؛ ضرب رشت ۱۲۰۰ هجری

در هرج و مرج پس از قتل نادر شاه، قلمرو او به دست سران ایلی افتاد. در گیلان، آقا جمال فومنی (از بازماندگان امیره دباج و فرزند آقا کمال که در دوره شاه سلطان حسین فرمانروای گیلان بود) همراه با آقا صافی حکومت مرکزی را شکست دادند و حکومت ولایت را از رشت به دست گرفتند. در جریان کشمکش بین زند و قاجار، محمدحسن‌خان قاجار گیلان را اشغال کرد و با دختر آقا جمال فومنی ازدواج نمود. آقا جمال در ۱۷۵۳ در نتیجه یک عداوت قدیمی توسط آقا هادی شفتی در شفت کشته شد. آقا هادی با کمک میرزا ذکی حاکم گسکر برای ۴ ماه بر گیلان حکومت کرد. او در یک حمله ناگهانی توسط سران قاجار دستگیر و اعدام شد. آن‌ها هدایت الله، فرزند جوان آقا جمال را به فرمانروایی رشت منصوب کردند.
پس از رسیدن کریم خان به قدرت هدایت الله خان به تهران فرستاده شد و یک حامی کریمخان در ۱۷۶۰ جایگزین او شد. ولی وقتی کریمخان در یک کارزار نظامی در آذربایجان بود هدایت الله خان به گیلان گریخت و دوباره به مقام فرمانروایی گیلان رسید. به زودی کریمخان او را دستگیر کرد و ۱۲۰۰۰ تومان جریمه کرد و نظرعلی خان زند برای نظارت بر دولت گیلان فرستاده شد. بعدتر، کریمخان سیاست اش نسبت به هدایت الله خان را عوض کرد. وی حکومت تنکابن را از رستم خان عمارلو به هدایت خان انتقال داد و او را در ۱۷۶۷ به فرمانروایی گیلان منصوب کرد. خواهر هدایت خان نیز به عقد پسر کریم خان، ابوالفتح خان زند، درآمد.
هدایت الله خان توانست شبه-استقلال گیلان را تا رسیدن آغا محمد خان به قدرت در دهه ۱۷۷۰ حفظ کند. در ۱۷۷۳ او سعی کرد حمایت روسها را کسب کند و وقتی موفق نشد در ۱۷۷۹ به فتحعلی خان، خان خانات قبه، برای کمک روی آورد. آغا محمد خان در ادامه تلاشهایش برای ایجاد یک حکومت مرکزی فتح گیلان را به برادرش مرتضی قلی خان سپرد. هدایت الله خان که با یک اشغال قریب‌الوقوع و شکست تحقیرآمیز مواجه بود دو فرد سرشناس محلی، میرزا صادق منجم باشی و محمد صالح لاهیجی را با هدایای گرانبها به دربار قاجار فرستاد. نتیجتاً شاه مرتضی قلی خان و سرابازانش را از گیلان فراخواند. در نتیجه دشمنی خانوادگی او آقا رفیع شفتی و پنج برادر و برادرزاده اش را اعدام کرد. علاقه هدایت الله خان به حفظ حدی از استقلال باعث شد او در آخرین تلاش برای مقاومت علیه حاکم در حال ظهور قاجار دوباره از روسها تقاضای حفاظت کند. گرچه نپذیرفتن تقاضای روسها برای الحاق بندر انزلی منجر شد روسها آغا محمد خان را تحریک کنند که گیلان را فتح کند. مصطفی خان دولو با ۶۰۰۰ سرباز به رشت حمله کرد و هدایت الله خان را شکست داد. وقتی او در یک کشتی روسی پناه گرفت، روسها او را به آقا علی تنها بازمانده خاندان آقا رفیع شفتی که همگی توسط هدایت الله کشته شده بودند تحویل دادند. او توسط آقا علی اعدام شد.

## وضعیت اقتصادی
گیلان تحت فرمانروایی هدایت الله که تجارت خارجی را با جذب شمار زیادی از ارامنه، روسها، یهودیان و هندیان به رشت حمایت می‌کرد، پیشرفت کرد. آن‌ها در کاروانسراهای جداگانه می‌زیستند و تجارت می‌کردند. او با حکمرانی در یکی از بارونق‌ترین ایالات ایران با یک درآمد سالانه قابل توجه (حدود ۲۰۰ هزار پاوند) در یک دوره طولانی ثروت زیادی به دست آورد و با سخاوتمندی زیست. او خراج بزرگی از ابریشم و طلا به حاکمان از محمدحسن خان تا کریمخان و آغامحمدخان می‌فرستاد. او درباری درخشان و با مبلمان عالی و شرابهای قوی و بردگان گرجی، و یک ارتش حقوق بگیر از ۱۵ هزار مرد داشت که می‌توانست ده هزار نیروی ایالتی هم بدان بیفزاید. او علاوه بر درآمد سرشار از تولیدات محلی خصوصاً ابریشم، از مالیات ثابت سرانه بر جامعه بزرگ ارمنی و نیز از تجارت با روسها که یک پست تجاری مستحکم در انزلی داشتند کسب می‌کرد.

## نوادگان
- فخرعظمی ارغون نتیجه او بود.[۳]
- جهانگیر سرتیپ‌پور از نبیره‌های او بود.[۴]
- فضل‌الله رضا و عنایت الله رضا فرزند یکی از نبیره‌های او هستند.